# Ouragan Iniki
L’ouragan Iniki (de l’hawaiien « ʻiniki » signifiant « vent puissant et perçant ») est le plus puissant ouragan connu ayant jamais touché l’état américain de Hawaï. S'étant formé le 5 septembre 1992 durant la longue période d’El Niño de 1991 à 1994, cet ouragan fut l'un des sept ouragans du Pacifique central en 1992.
Iniki devint une tempête tropicale le 8 septembre et un ouragan le lendemain. Après que sa trajectoire se soit inclinée vers le nord, le système frappa Kauai le 11 septembre à sa plus forte intensité, alors que les vents soufflaient à 235 km/h, soit la catégorie 4 de l'échelle de Saffir-Simpson. Il s'agissait du premier ouragan à atteindre Hawaï depuis Iwa en 1982 et le premier ouragan majeur à le faire depuis Dot en 1959. Iniki se dissipa le 13 septembre à mi-chemin entre Hawaii et l'Alaska.
Le centre de prévision des ouragans du Pacifique central n'émit des alertes cycloniques que 24 heures avant l'arrivée d’Iniki. L'ouragan causa pour 1,8 milliard $US (de 1992) de dégâts et six décès. Les autorités rapportèrent 1 400 maisons détruites et 5 000 sévèrement endommagées. Il s'agissait à l'époque d'un des plus coûteux ouragans à frapper les États-Unis et il reste encore un des plus coûteux du Pacifique. Iniki fit ses dommages quelques semaines après le passage de l'ouragan Andrew en Floride, le plus dispendieux à cette époque aux États-Unis.

## Évolution météorologique

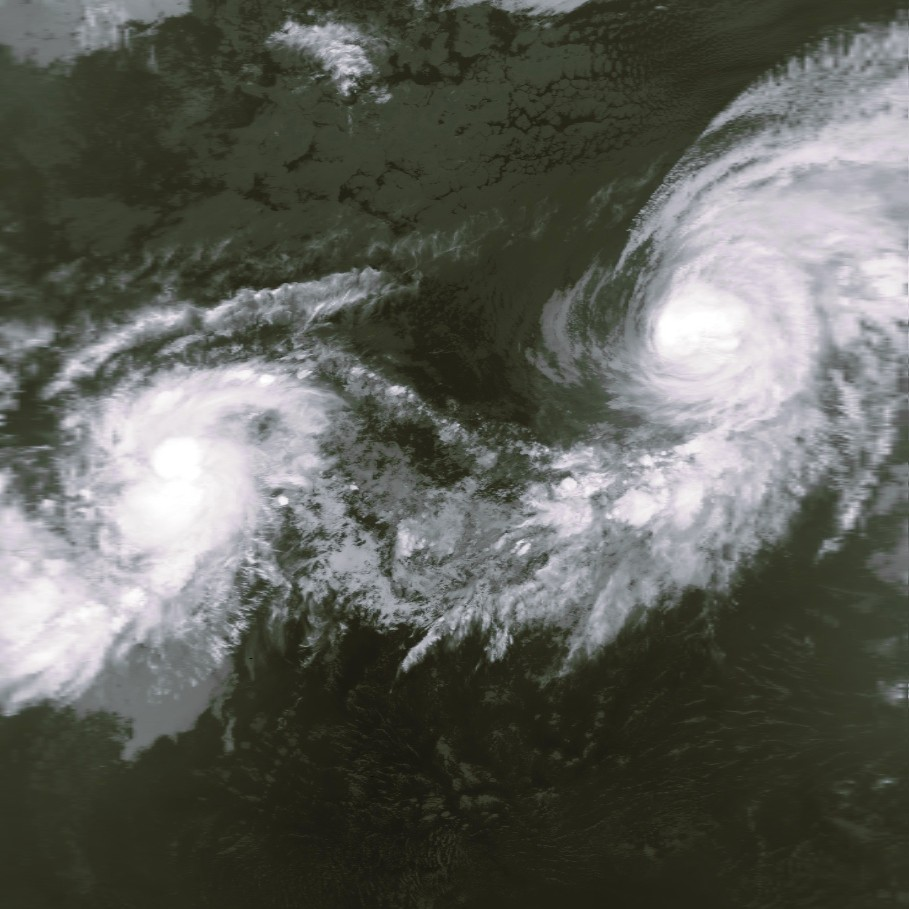
Image satellite d'Iniki (à gauche), au stade de tempête tropicale, et de l'ouragan Orlene le 8 septembre à fournies par la NOAA

Iniki semble provenir d'une onde d'est ayant quitté la côte africaine le 18 août sans pouvoir développer un cyclone tropical en Atlantique. Le National Hurricane Center de Miami la suivit à travers la partie nord de l'Amérique du Sud et l'Amérique centrale avant qu'elle ne débouche sur le Pacifique le 28 août. Finalement, une dépression tropicale se forma sous l'onde et fut nommé Dépression tropicale 18E. En traversant le 140e parallèle de longitude, le système se déplaçait à 19 km/h, ses vents maximaux atteignaient seulement 46 km/h et elle fut prise en charge par le Central Pacific Hurricane Center le 6 septembre.
Vers 3 h UTC le 8 septembre, la dépression s'était suffisamment renforcée pour devenir la tempête tropicale Iniki se dirigeant directement vers l'ouest dans le flux d'est de l'anticyclone subtropical du Pacifique Nord. Le passage au stade d'ouragan se fit le 9 septembre à 9 h UTC alors qu’Iniki se trouvait à 480 km au sud de l’île d’Hawaï. La trajectoire à ce moment était ouest-nord-ouest et les vents maximums atteignaient 157 km/h. L’anticyclone subtropical, un système semi-permanent dans le centre Pacifique, garde généralement la trajectoire des systèmes tropicaux au sud de l'archipel d'Hawaï mais il commença à faiblir à la suite de l'approche d'une dépression des latitudes moyennes et la trajectoire d'Iniki commença à s'incurver vers le nord-ouest et le déplacement resta lent, entre 22 et 28 km/h.
En altitude, la circulation atmosphérique changea dramatiquement pour s'incliner vers le nord-est et l'ouragan y entra. Au lieu de continuer en direction d'ouest, il tourna franc nord le 11 septembre alors que sa pression centrale était moins de 951 hPa et que ses vents soutenus atteignaient 204 km/h avec des rafales à 250 km/h. Iniki se trouvait alors à 640 km au sud de l’île de Kauai et en accélération. Un avion de reconnaissance signala une pression central de 938 hPa en surface et des vents de 250 km/h au niveau de vol le 11 septembre à 21 h UTC, la plus basse pression jamais rapporté dans le Pacifique central à cette époque.
L’œil d’Iniki atteignit Kauai à 21 h locale le 11 septembre et traversa l'île du sud au nord en seulement 40 minutes. Les vents furent estimés à 225 km/h avec des rafales à 280 km/h. L'ouragan perdit ensuite de son intensité et devint une tempête tropicale le 13 septembre à 15 h UTC. Finalement, il fut absorbé dans une dépression extratropicale un peu plus tard et le dernier avis à son sujet fut émis le 13 à 21 h UTC.

## Préparatifs
Durant plusieurs jours avant l'arrivée d’Iniki, la plupart des modèles de prévision numérique du temps prévoyaient un déplacement au sud d'Hawaï et que les îles ne seraient affectées que par une mer agitée. Seuls certains anticipaient une trajectoire plus au nord et le centre météorologique décida d'aller avec la majorité. Les médias relayèrent cette information et les préparatifs furent minimaux durant cette période. Cependant, 48 heures avant les événements, le centre commença à émettre l'hypothèse que la trajectoire pourrait changer et cela se retrouva dans les médias. Quand la trajectoire inhabituelle d’Iniki fut confirmée, une veille d'ouragan fut émise pour l'ouest de l'archipel d'Hawaï, 24 heures avant l'arrivée d’Iniki. Les alertes cycloniques furent émises un peu plus tard quand la trajectoire fut confirmée et ne furent levées que 8 heures après son passage.
Quand l'alerte cyclonique fut émise tôt le 11 septembre, 8 000 personnes de Kauai furent dirigées vers des abris. Ceux-ci n'hésitèrent pas à s'y rendre car ils avaient frais en mémoire la dévastation laissée par l'ouragan Iwa dix ans plus tôt. Deux grands hôtels furent transformés en centres de la Croix-Rouge pour la durée de l'alerte et pour les jours subséquents. Une alerte fut également émise pour Oahu car même si cette île de devait pas être frappée directement, l'ouragan avait un large diamètre dans lequel elle se trouverait. Cela mena à l'évacuation de 30 000 personnes vers 110 abris temporaires, comme des écoles, et où les réfugiés devaient apporter leur propre ravitaillement en nourriture, couvertures et médicaments.
Malgré le court préavis, la réaction rapide de la population et des services de sécurité civile permirent de minimiser les pertes de vies. Les côtes furent les premières zones à être évacuées, des camions et autobus amenèrent ceux qui n'avaient pas de véhicules et la police géra le trafic. Le problème majeur fut le manque de stationnement aux abris et la capacité réduite des routes d'évacuation.

## Impact

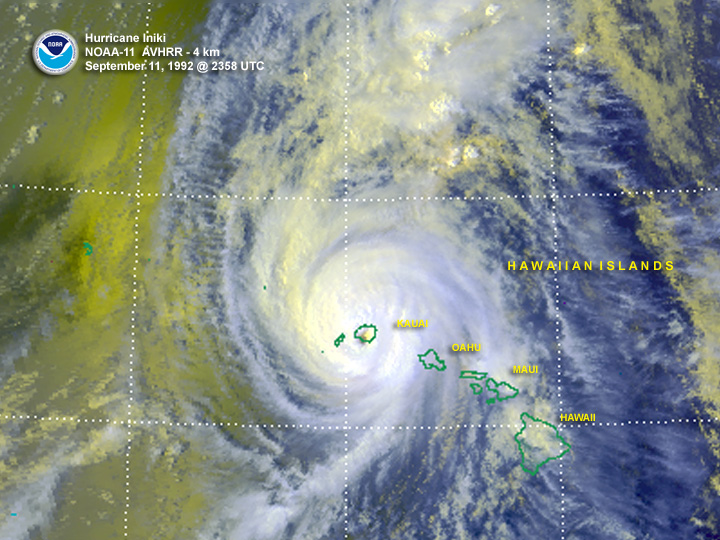
Iniki au moment de la frappe sur Kauai.

Iniki est l'ouragan ayant causé le plus de dommages à l'archipel d'Hawaï, soit un estimé de 1,8 milliard $US de 1992. La plupart des dégâts furent sur l'île de Kauai : milliers de maisons détruites, coupure de la distribution d'électricité et ravage des récoltes. Oahu également touchée à un degré moindre. Le nombre de décès se limita à six, probablement à cause de l'efficacité des mesures d'urgence mises en œuvre
L'ouragan évita le Central Pacific Hurricane Center à Honolulu. S'il l'avait touché, cela aurait été un triplé de frappes pour les centres de prévision des ouragans des États-Unis en un mois. En effet, l'ouragan Andrew frappa directement le National Hurricane Center le 24 août et le typhon Omar toucha le centre de prévision de Guam le 28 août.

### Kauai
L'ouragan toucha terre le long de la côte sud de Kauai et son œil engloba l'île entière. Il fut précédé par une onde de tempête en général de 1,4 à 1,8 m mais en certains endroit atteignant jusqu'à 5,5 m. De plus, les vagues atteignirent jusqu'à 10,5 m au-dessus de la marée durant plusieurs heures, apportant des débris jusqu'à 250 m à l'intérieur des terres. Les quantités de pluie ne furent pas significative, à cause du passage rapide d’Iniki, mais ce sont les vents qui firent les dommages. Deux personnes sont mortes sur l'île, l'une frappée par des débris et l'autre écrasée dans sa maison, et deux japonais se sont noyés au large quand leur bateau chavira. Plus de 1 000 personnes subirent des blessures, la plupart après la tempête dans le chaos laissé par Iniki. Le service aérien fut suspendu.
Les autorités rapportèrent 5 152 maison furent fortement endommagées, dont 1 421 complètement détruites (63 emportées par l'onde de tempête), et 7 178 furent touchées à un degré moindre. Le long de la côte sud de l'île, les hôtels et tours d'appartements en copropriété furent également très endommagées. Certains furent réparés assez vite mais d'autre prirent des années à remettre en état. Le Coco Palms Resort, rendu fameux par le tournage du film Sous le ciel bleu de Hawaï mettant en vedette Elvis Presley, ne fut jamais rouvert. Plus de 7 000 personnes restèrent sans abri après la tempête.

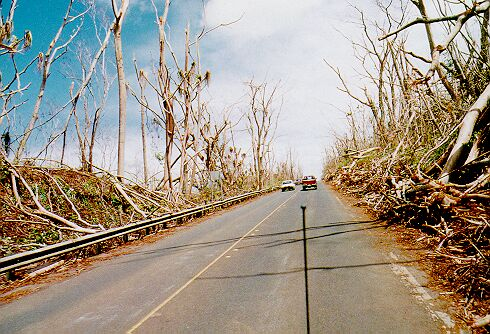
Dommages aux arbres.

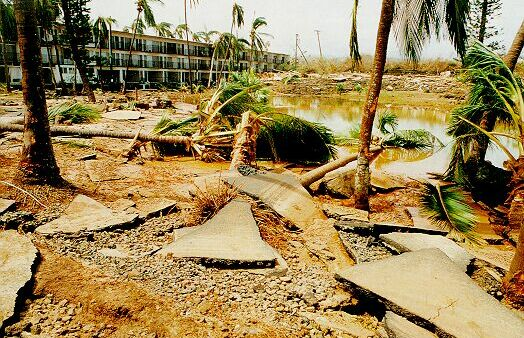
Trottoirs et arbres détruits par Iniki.

Les vents violents arrachèrent ou renversèrent 26,5 % des lignes à haute tension, 37 % des poteaux de distribution d'électricité et 35 % des 1 300 km de fils électriques du réseau électrique. L'île entière souffrit de la panne électrique et fut privée de télévision pour une période assez longue. Seulement 20 % des usagers purent être reconnecté en quatre semaines et certaines zones furent sans électricité jusqu'à trois mois. La récolte de canne à sucre était déjà en grande partie terminée, ce qui restait dans les champs fut détruit en même temps que les récoltes de banane et de papayes. Les arbres à fruits furent également endommagés ou même arrachés.
La frappe d’Iniki s'étant produite en plein jour et que les appareils de vidéo amateur était très populaires, plusieurs touristes et résidents filmèrent la tempête et ses dommages. Ces images furent ensuite utilisées dans un documentaire d'une heure sur la tempête. Par coïncidence, Steven Spielberg se trouvait sur l'île pour tourner les derniers plans du film Jurassic Park. Lui et son équipe de 130 personnes restèrent à l’abri à leur hôtel.
La station du port de Nawiliwili de la garde-côtière des États-Unis fut durement touchées par Iniki et détruisit un de ses navires. Malgré tout, le service mis sur pied une antenne médicale, fournis des provisions aux sinistrés et fit des réparations temporaires à certains édifices publics. Le port fut dégagé afin de recevoir des navires de ravitaillement en pétrole et diésel pour satisfaire la demande en énergie des générateurs électriques d'urgence. Une opération du ministère de la défense, nommée "Operation Garden Sweep", apporta des tentes, procéda au dégagement des routes et ouvrir d'autres antennes médicales.

### Oahu
Iniki donna une marée de 0,5 à 0,9 m au-dessus de la normale à Oahu. Les fortes vagues causèrent également une érosion des plages et de la côte sud-ouest de l'île, surtout de Barbers Point à Kaena. La côte à Waianae fut la plus endommagée, les vagues et l'onde de tempête inondant jusqu'à l'étage les appartements donnant sur la plage. Les dommages sur cette île furent estimés à plusieurs millions de dollars et deux personnes perdirent la vie,.

### Île d'Hawaï
Les dommages sur la plus grosse île, Hawaï, furent minimes et les vagues n'atteignirent que 3 m. Dans le port de Kailua-Kona, trois ou quatre voiliers se retrouvèrent contre les rochers et un trimaran coula à dans une autre marina. La baie de Kealakekua subit une certaine érosion.

## Secours et conséquences à plus long terme

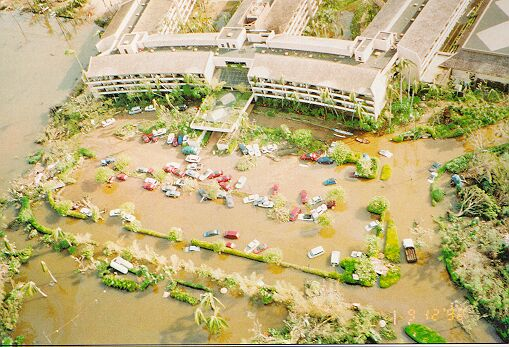
Ravages par l'onde de tempête de Iniki.

Heureux d’avoir survécu à Iniki, les évacués eurent à composer avec le manque d’information après la tempête, les moyens de communication étant hors-circuit par manque de courant ou même détruits. Les autorités locales purent rétablir une partie des communications à Lihue dans la première semaine. Les radioamateurs furent d’un très grand secours durant les trois premières semaines, les volontaires provenant de toutes les îles de l’archipel et d’ailleurs dans le Pacifique.
La Croix-Rouge américaine mis sur pied des centres d’aide et des abris, avec l’aide de volontaires, sur tout Kauai. Les vivres dans les réfrigérateurs et les congélateurs durent être consommés rapidement. Les marchés et supermarchés permirent aux gens de se servir gratuitement mais les gens de Kauai insistèrent généralement pour payer. Les artistes locaux ou de passage donnèrent des concerts gratuits pour passer le temps, incluant Graham Nash qui possédait une maison sur la côte nord de l’île.
Peu de cas de pillage furent signalés et une unité du corps du génie de l'armée des États-Unis, qui participa à l’aide aux populations, nota la très grande différence avec leur expérience après le passage de l’ouragan Andrew alors que le pillage et la violence avait été importante. Malgré la perte de courant durant 6 semaines, les cours reprirent dans les écoles publiques après deux semaines.
Les militaires et le FEMA fournirent la majorité de l’aide, alors que les compagnies d’assurance se montrèrent peu pressées de régler les réclamations. Dans les mois qui suivirent Iniki, plusieurs companies d’assurance fermèrent leur bureau à Hawaï. Pour remédier à cela, le gouverneur John D. Waihee III mit sur pied un fonds de secours en 1993, spécialement destiné aux victimes de futurs ouragans. Les compagnies d’assurance étant revenues, le fonds fut aboli en 2000 sans jamais avoir été jamais utilisé.
La tempête détruisit plusieurs poulaillers, certains utilisés pour l’élevage des coqs de combat, ce qui causa un accroissement important du nombre de poulets errants sur Kauai.

## Retrait du nom
À la suite des effets d’Iniki, ce nom fut retiré en 1993 des listes futures de noms d’ouragans du Pacifique central par l’Organisation météorologique mondiale. Il fut remplacé par Iolana qui a peu de chances d’être utilisé avant plusieurs cycles de la liste, vu la relative rareté des cyclones tropicaux dans ce bassin.